# Almati Tower
Almaty Tower foi construída em 1983 na cidade de Almati, Cazaquistão. Tem 371 metros (1219 pés) e, até julho de 2019, é a 16.ª torre de estrutura independente mais alta do mundo.